# Quinto Salvidieno Rufo

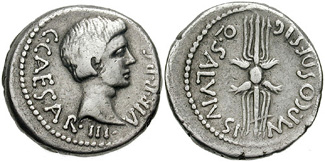
Denário de Salvidieno Rufo.

Quinto Salvidieno Rufo (em latim: Quintus Salvidienus Rufus; m. 40 a.C.) foi um general da gente Salvidiena da República Romana e conhecido por ter sido um dos principais assessores de Otaviano durante seus primeiros anos de atividade política.

## História
Apesar de sua origem humilde, Salvidieno era um dos melhores amigos de Otaviano juntamente com Marco Vipsânio Agripa. Os três estavam juntos em Apolônia na época do assassinato de Júlio César, em março de 44 a.C.. Durante a guerra civil que se seguiu, Salvidieno contava com toda a confiança de Otaviano.
Em 42 a.C., Salvidieno dirigiu a frota otaviana contra o pompeiano rebelde Sexto Pompeu, que havia assumido o controle da Sicília e vinha promovendo saques por toda a costa italiana. Apesar disto, Salvidieno foi derrotado numa batalha naval em Régio por causa da inexperiência de seus marinheiros. Quando Otaviano voltou da Grécia para a Itália, depois da Batalha de Filipos, Salvidieno foi enviado para a Hispânia com seis legiões, mas teve que voltar às pressas para enfrentar Lúcio Antônio e Fúlvia (irmão e esposa de Marco Antônio respectivamente), que haviam se revoltado contra Otaviano num conflito conhecido como Guerra de Perúsia. Salvidieno capturou e destruiu a cidade de Sentino e, logo depois, com Agripa, cercou as forças de Lúcio Antônio em Perúsia. Os outros generais de Marco Antônio, sem ordens claras, permaneceram à margem do conflito; Lúcio foi obrigado a se render depois de vários meses de cerco no inverno de 40 a.C.. Depois deste conflito, Otaviano enviou Salvidieno para a Gália como governador à frente de um grande exército com onze legiões. Ele também foi nomeado cônsul para o ano de 39 a.C. mesmo sem ter sido antes senador, mas morreu antes de assumir o cargo.
Apesar de todas estas honras, quando Antônio retornou do oriente com um grande exército para enfrentar Otaviano, Salvidieno se ofereceu para desertar para o grupo de Antônio com suas legiões. Aparentemente, esta oferta chegou a Antônio depois que ele já havia chegado a um acordo com Otaviano (o "Pacto de Brundísio"). Ele informou Otaviano da traição de Salvidieno, que foi acusado de alta traição (maiestas) perante o Senado e condenado à morte através de um senatus consultum ultimum. Segundo Dião Cássio, Salvidieno foi executado; segundo Lívio, ele se matou.